# 小関三英
小関 三英（こせき さんえい、天明7年6月11日（1787年7月25日） - 天保10年5月17日（1839年6月27日））は、江戸時代後期の医者・蘭学者。名は好義、幼名は弁助、通称は良蔵。号は鶴斎、鶴洲、篤斎など。出羽国（山形県）庄内地方・鶴岡の生まれ。

## 人物
長崎でシーボルトに師事したとされてきたが、最近では長崎遊学、シーボルト門下とする典拠はないとされる。江戸で蘭医吉田長淑・馬場佐十郎に蘭学を学ぶ。コンスブルフの内科書を和訳して「泰西内科集成」を上梓。天保3年（1832年）、和泉国岸和田藩医となり、のち幕府の天文方阿蘭陀書籍和解御用、すなわち翻訳係となる。このころ渡辺崋山・高野長英と親交をもち、尚歯会に参加、歴史や地理を講じる。蛮社の獄の際、崋山・長英の入牢を聞き、自害する。崋山に「耶蘇伝」を口訳したことなどから連坐を恐れたものとされるが、三英には特に処罰される必然性はなく、自害は早計だったのではないか、とする意見もある。
西洋史にも興味を持ち、日本にナポレオン・ボナパルトを紹介する。著書に「西医原病略」「輿地誌」などがある。小関の墓は、東京・原宿の龍巌寺にある。

## 著書

### 訳書
- 「那波列翁伝」リンデン著
- 「新撰地誌」
- 「西医原病略」
- 「輿地誌」

## 小関三英が登場する作品
- 漫画 みなもと太郎『風雲児たち』（潮出版社、新版リイド社）